# Torre del Ángel (Valencia)
La Torre del Ángel o Torre de la posada del Ángel (en valenciano, Torre de l'Àngel) es una torre que formaba parte de la antigua muralla árabe de Valencia. Recibe su nombre al situarse junto a las calles del Àngel y de Beneito y Coll. Está datada en el siglo XI y se considera Bien de Interés Cultural.
Se trata de uno de los pocos vestigios de la época islámica de la ciudad, y se rodea entre patios de viviendas particulares. Es de planta semicircular, de construcción maciza de albañilería.